# 俄罗斯海军步兵

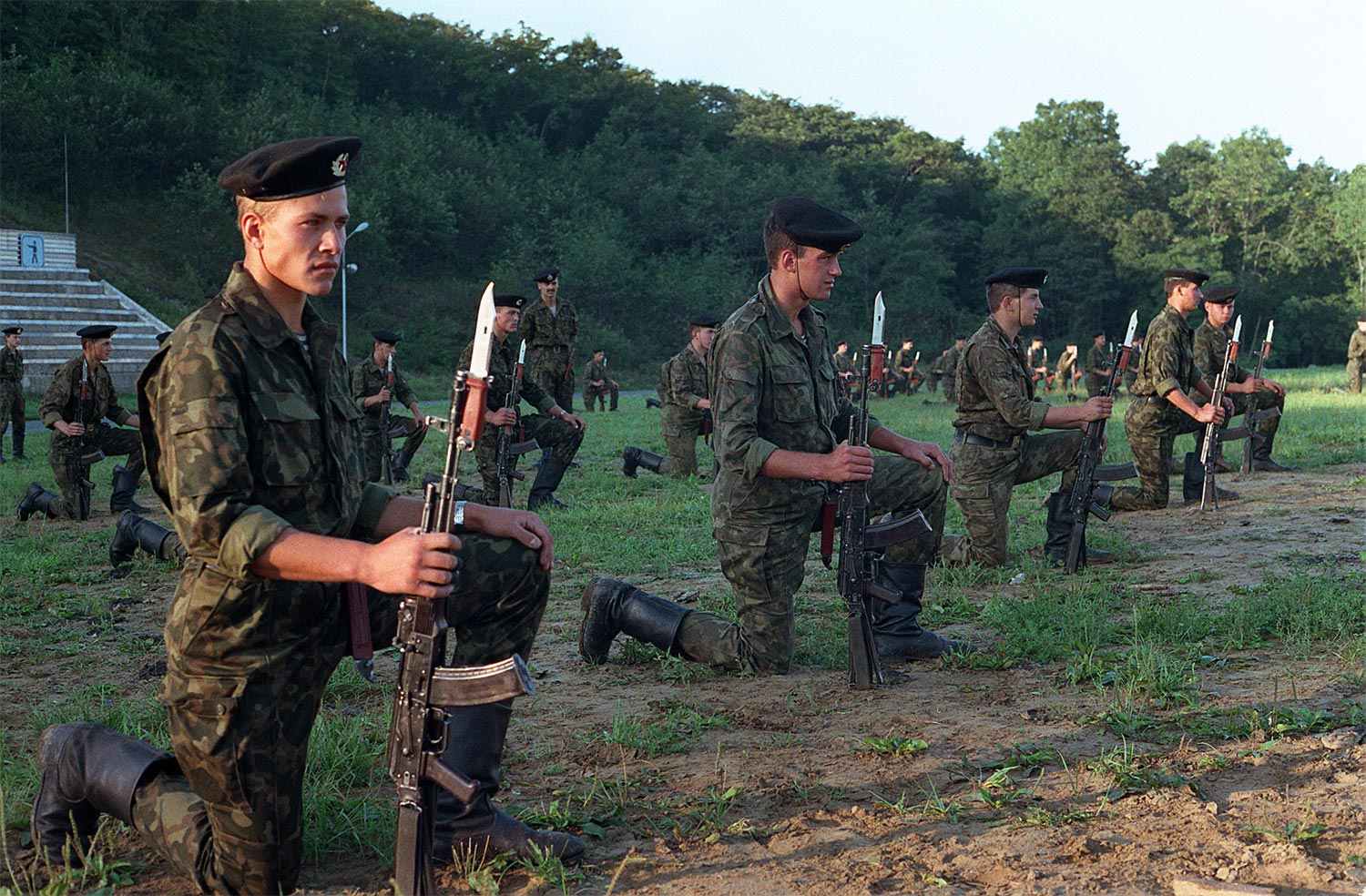
蘇聯時期的海军步兵，1990年

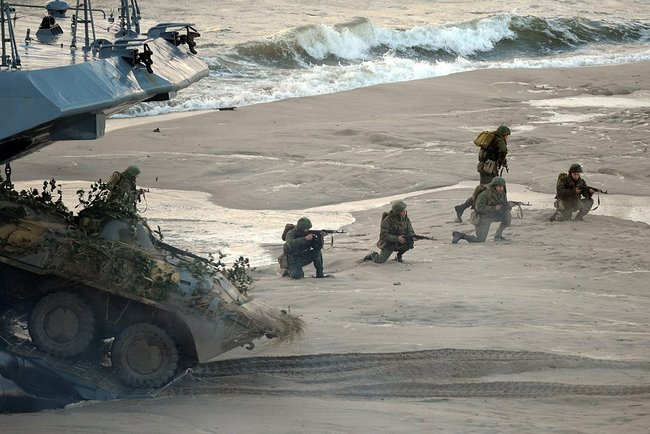
俄羅斯海軍步兵在加里寧格勒進行西方-2013演習

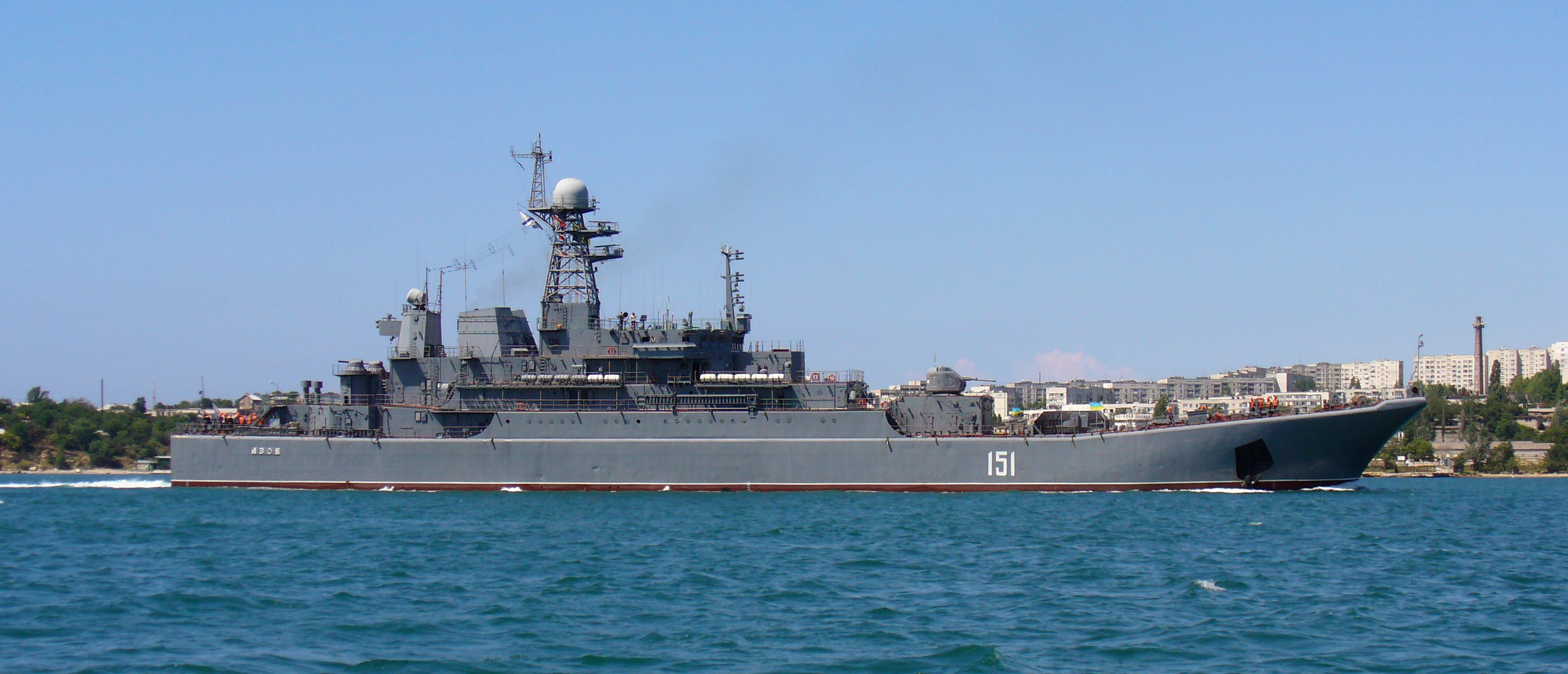
蟾蜍級大型登陸艦

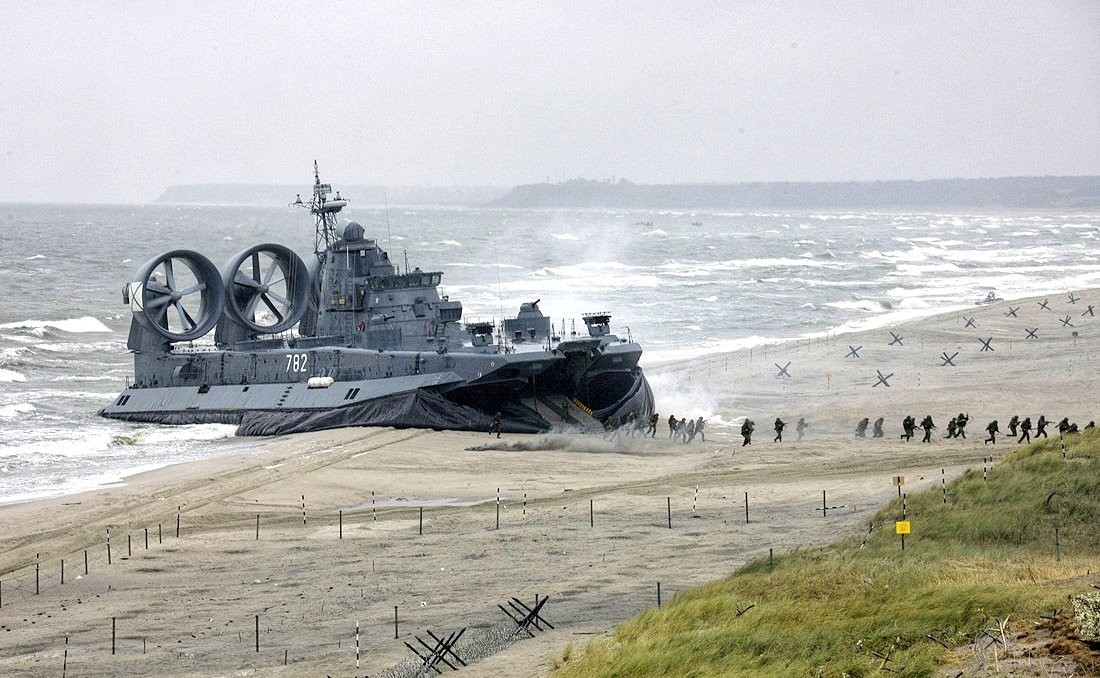
參與演習的俄罗斯海军欧洲野牛级氣墊登陸艇

俄罗斯海军步兵（俄语：Морская пехота）是俄罗斯联邦武装力量中的两栖作战部隊，等同于他国军中的“海军陆战队”。但是与其他国家的海军陆战队通常只进行两栖登陆作战不同，俄罗斯海军步兵还有伞降和直升机机降训练，也装备陆军的重型武器，以增强其运载，作战方式的多样化。

## 任务
俄罗斯海军的每支舰队都至少附属有一个团的海军步兵。 现在的俄罗斯海军步兵大约有12,000人并有其附属的运输船只和支援火力。由于俄罗斯的战略与英美等传统远洋海军强国不同，因此俄罗斯海军步兵的输送能力，火力和独立作战能力都远远不及美国海军陆战队和英國皇家海軍陸戰隊。尽管如此，俄罗斯海军步兵仍然被视为俄罗斯两栖登陆作战的矛头和先锋，在作战中夺取登陆场，滩头阵地为陆军登陆部队开路。
俄罗斯海军步兵的作战任务是在战时坚守重要的海峡或者岛屿，或者在沿海进行两栖登陆作战。在上世纪80年代前苏联海军步兵在南千岛群岛进行的两栖登陆演练显示海军步兵的作战目的之一是突袭和夺取关键的海峡或者海岛，从而阻塞敌对海军的航道。为己方海军的行动争取时间。
基于和西方对于运用两栖部队的不同指导思想，俄罗斯海军步兵不但进行两栖登陆作战训练，还进行伞降和直升机机降训练，并且装备了不少陆军的重型武器。

## 编制
太平洋舰队 (俄罗斯)
- 第155独立近卫海军步兵旅
  - 旅總部
  - 第390海軍步兵團
  - 第59海軍步兵營
  - 第84坦克營
  - 第263砲兵連
  - 第1484信號營
  - 防空砲兵

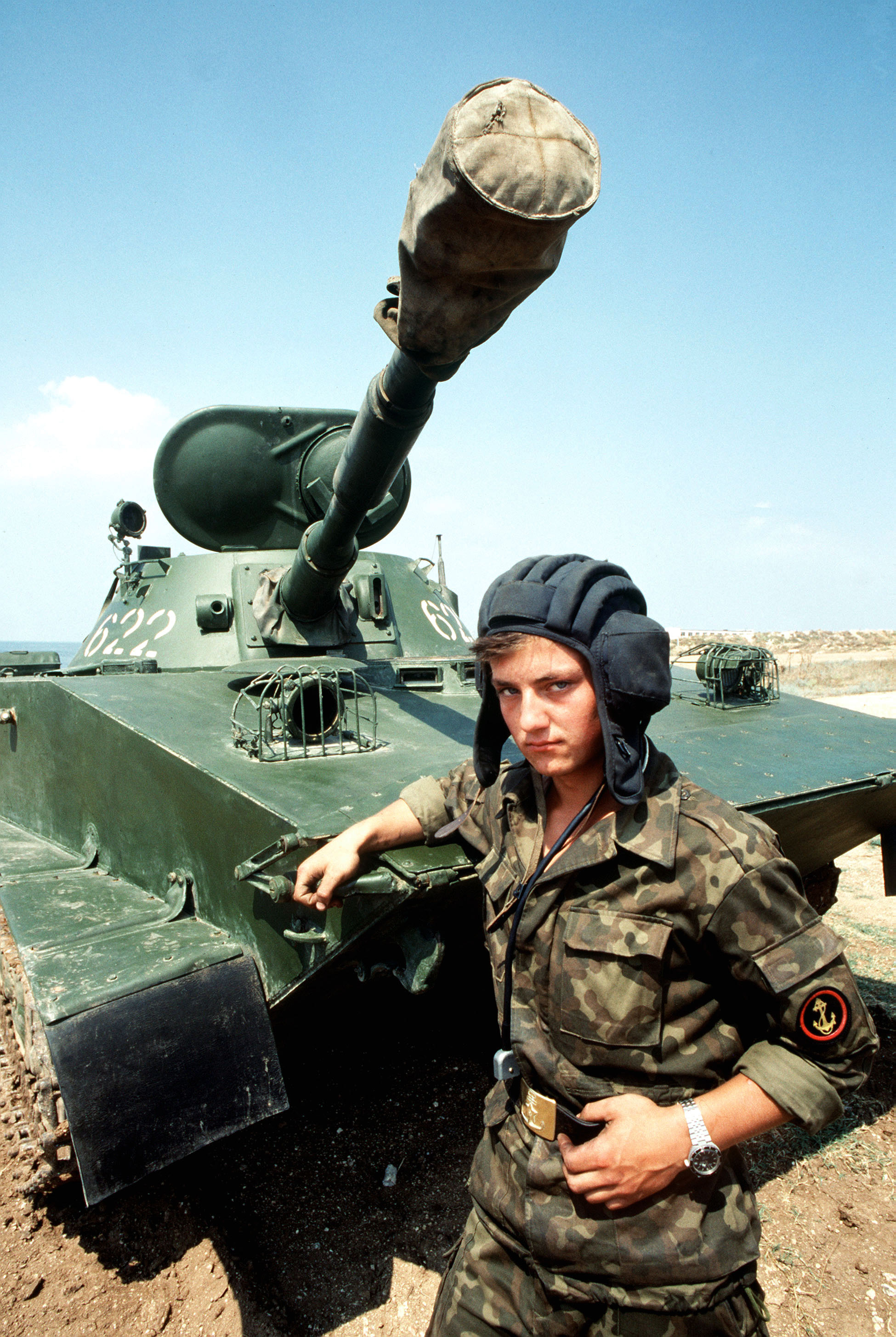
站在PT-76两栖坦克前的海军步兵

- 第40克拉斯諾達爾-哈爾濱近卫海軍步兵旅（堪察加）
  - 旅總部
  - 獨立海軍步兵營
  - 獨立空中突擊營
  - 獨立自走砲營
  - 坦克連
  - 第186工兵營

波罗的海舰队
- 第299波羅的海艦隊海岸部隊訓練中心
- 第336近卫海军步兵旅
  - 第877海軍步兵營
  - 第879空中突擊營
  - 第884海軍步兵營
  - 第1612自走砲營
  - 第1618防空導彈砲兵營
  - 第53海上護航排–加里寧格勒

北方舰队
- 第61近卫海軍步兵旅 -摩爾曼斯克州斯普特尼克 (摩尔曼斯克州)（英语：Sputnik, Murmansk Oblast）
  - 旅總部
  - 第874海軍步兵營
  - 第876空中突擊營
  - 第886偵察營
  - 第125坦克營
  - 第1611自走砲營
  - 第1591自走砲營
  - 第1617防空導彈砲兵營
- 第75海軍醫院
- 第317海軍步兵營
- 第318海軍步兵營

黑海舰队
- 第810獨立近衛海軍步兵旅
  - 第880海軍步兵營
  - 第881空中突擊營
  - 第888偵察營
  - 第1613砲兵連
  - 第1619防空砲兵連
- 第382海軍步兵營

里海分舰队
- 第177近衛海軍步兵團

莫斯科
- 海軍步兵營-莫斯科（沿襲2011年）
- 軍事運輸護衛連–莫斯科

## 組織
海軍步兵最大的編制是旅或團。一個海軍步兵團由大約2000名人員組成，裝備了PT-76兩棲坦克和BRDM-2，由1個坦克營和3個海軍步兵營組成，其中一個步兵營由BTR-60系列兩棲車輛機動。旅規模稍大。惟規模大小取決於任務和專責而有所不同。
海軍步兵營是海軍步兵戰鬥部隊的基礎。該營由三個海軍步兵連、一個迫擊炮排、一個反坦克排以及支援補給和維修、醫療和通信部隊組成。營的規模大約400人。而加強後的該單位也會構成基本的兩棲攻擊部隊的登陸突擊部隊。
每個團或旅至少會有一個步兵營接受過降落傘訓練，其餘所有步兵營都接受過能够執行空中突擊任務的訓練。

## 装备
俄罗斯海军步兵开始逐渐将PT-76兩棲坦克退役，但是尚没有大规模装备T-80坦克。一个齐装满员的海军步兵旅会装备大约70-80辆主战坦克。装备BTR-80装甲车（在机降部队中）或者MT-LB装甲车（在两栖部队中）。俄罗斯海军步兵也在逐步接收BMP-3步兵战车。BMP-3有可能装备每个营中的一个连。

## 运载工具
短吻鱷級登陸艦是海军步兵使用的最典型的运载工具，柴油驱动，只有大约4500吨排水量。在1978年，前苏联建造了一种新式的两栖攻击舰，伊万·鲁戈夫级。这标志这前苏联正在下大力气增强其海军步兵的两栖作战能力。伊万级几乎是“短吻鳄”的两倍，可以从舱门中释放冲锋舟和两栖坦克，装甲车辆，也可以运载直升机。其舱门也可以释放水翼船，比如Aist级水翼船。这种水翼船可以达到50节的高速，进行抢滩。

## 參看
- 俄羅斯海軍
- 俄羅斯陸軍